# 내러갠싯만

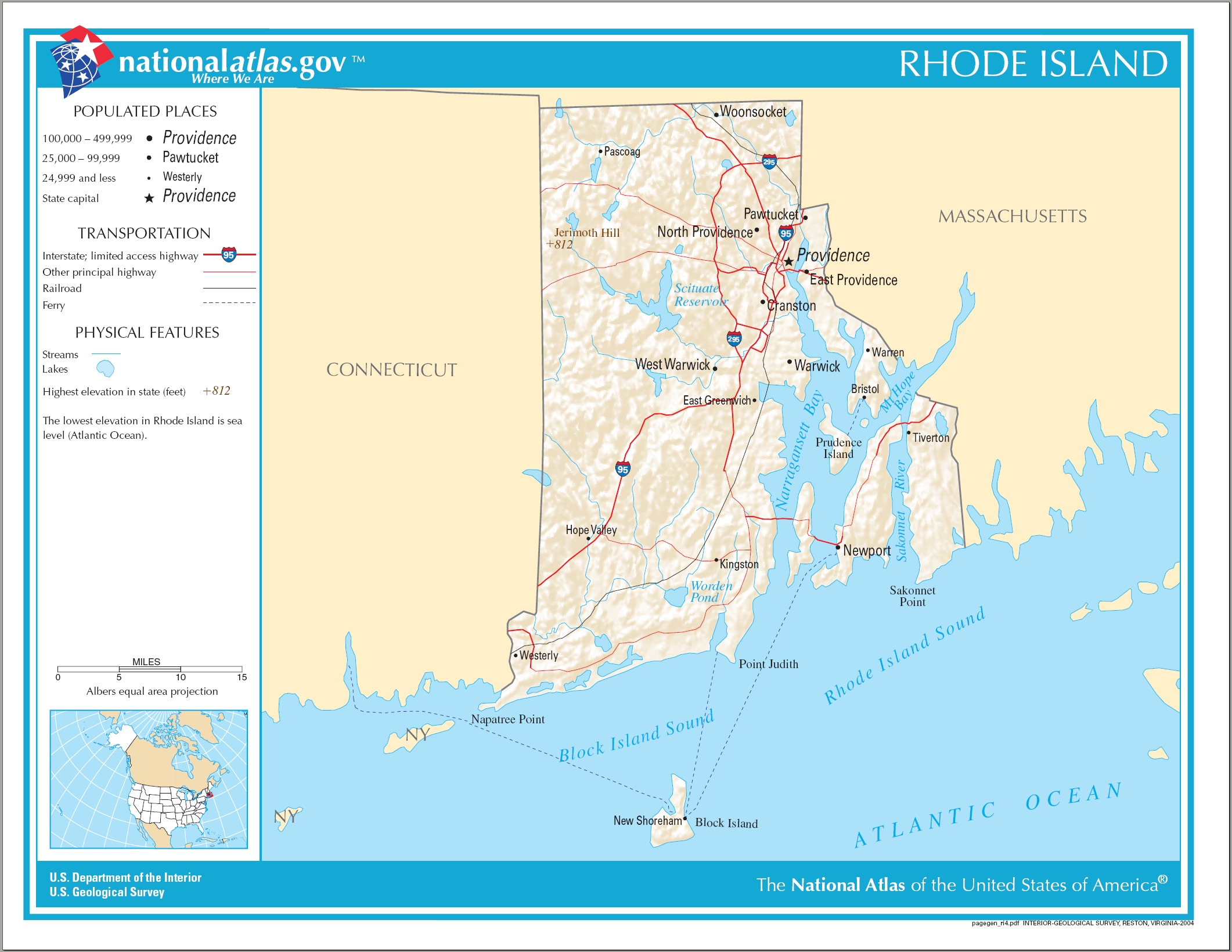
로드아일랜드의 지도

내러갠싯만(Narragansett Bay)은 로드아일랜드 해협의 북쪽에 접한 만과 지역이다. 항구에 있는 큰 섬으로는 아퀴드넥섬, 코내니컷섬, 프루던스섬이 있다. 로드아일랜드주의 주도로 큰 도시가 있는 프로비던스는 만의 북쪽 시내 안쪽의 서쪽에 위치하고 있다. 또한 아퀴드넥섬에는 뉴포트가 있다. 만의 면적은 380 km2이다.

## 역사
이 만에 최초로 기록된 유럽인의 도착은 16세기 초라고 한다. 당시 이 지역은 두 부족이 살고 있었다. 내러갠싯족은 만 서쪽에, 왐파노아그 족이 동쪽에 살고 있었다. 많은 역사학자가 인정하는 최초의 유럽인의 방문은 1524년으로, 조반니 다 베라차노가 라다우핀 호(La Dauphine)를 타고 뉴욕만을 거쳐 만에 들어왔다. 베라차노는 이 만을 Refugio라고 불렀다. 1614년에는 네덜란드의 항해자 아드리안 블록에 의해 탐사 지도가 만들어졌다. 근처에 있는 ‘블록섬’은 그의 이름을 따서 명명되었다.
최초로 기록된 유럽인의 정착은 1630년대이다. 1635년경 로저 윌리엄스가 플리머스 식민지에서 이 지역에 도착했다. 그는 내러갠싯족과 접촉하여, 만 서쪽에 교역 거점을 만들었다. 같은 무렵 네덜란드도 남서쪽 약 12마일 지점에 교역 거점을 만들었다. 그것은 뉴욕만에 위치한 뉴암스테르담 식민지의 관할 하에 있었다.
1643년 윌리엄스는 영국으로 가서 로드아일랜드의 새로운 식민지 공인장을 받았다. 제임스 쿡 선장의 ‘인데버호’는 1775년에 영국 해군에 의해 봉쇄되어 도망가다가 이곳 만에 침몰되었다고 믿고 있다.